# Dinastia isàurica

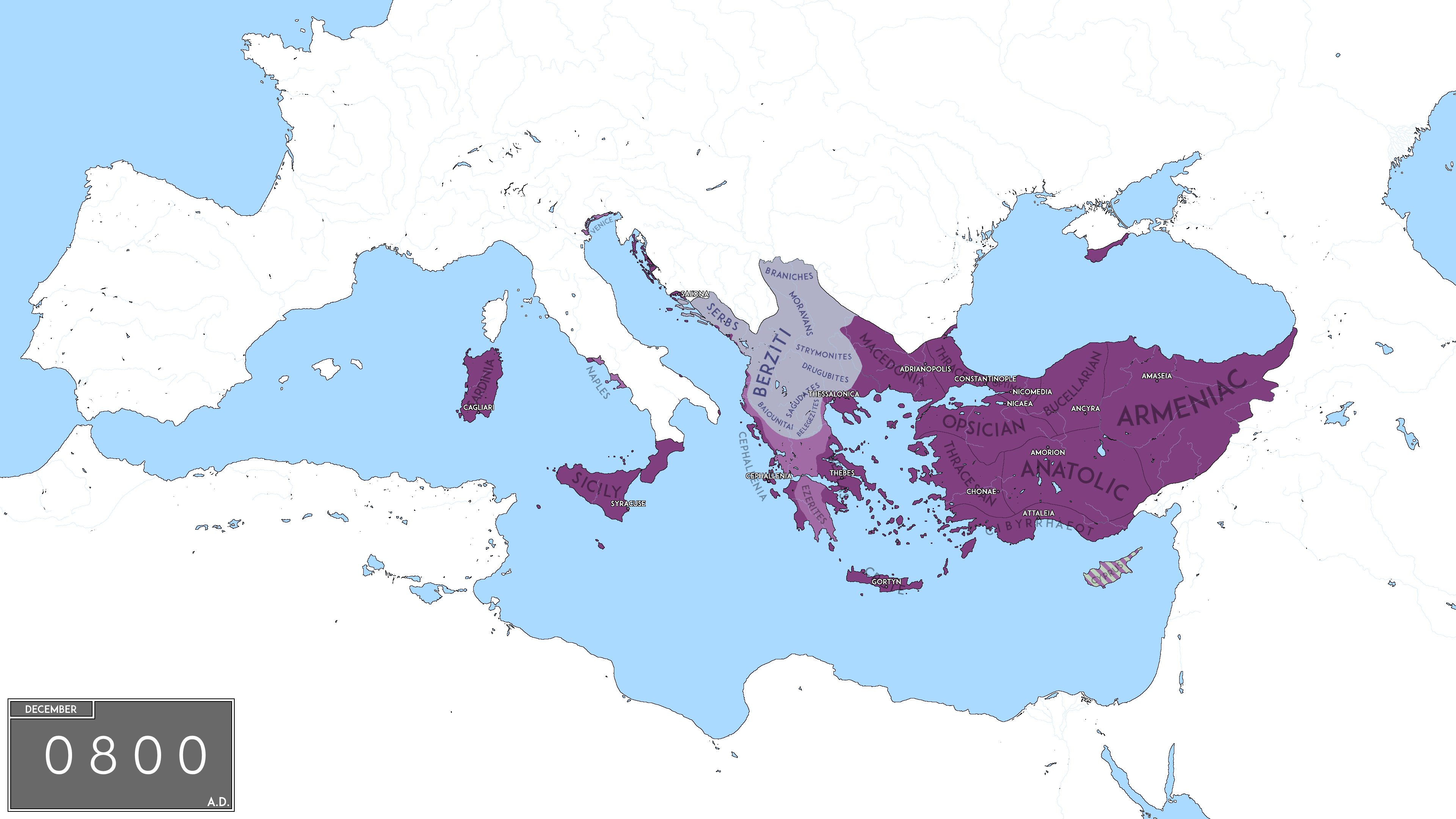
Dominis de la dinastia en la seva màxima esplendor.

La dinastia isàurica va regnar a Constantinoble i a l'Imperi Romà d'Orient de l'any 717 al 802. Va ser fundada per Lleó III Isàuric. El nom de la dinastia prové del lloc de naixença de Lleó, originari de Germanicia, a Síria, encara que Teòfanes el Confessor diu que era d'Isàuria.
El regnat d'aquesta dinastia es va caracteritzar per la reorganització de l'imperi, i també per la política en defensa dels iconoclastes, iniciada per Lleó III i seguida pel seu fill i successor Constantí V. Va acabar-se amb l'arribada al tron d'Irene d'Atenes, esposa de Lleó IV el Khàzar que va destronar i va cegar el seu propi fill, Constantí VI. Irene va ser destronada per Nicèfor I que va posar fi a la dinastia. Els problemes interns d'ordre religiós es van veure agreujats per l'expansió de l'islam per la banda est i pels atacs dels búlgars per l'oest.
Aquesta dinastia va tenir un ressorgiment indirecte dins de la Dinastia Frígia amb el casament d'Eufròsine, casada amb Miquel el Tartamut i filla de Constantí VI.
La Dinastia Isàurica està representada per:
- Lleó III Isàuric (717-741)
- Constantí V (741-775)
- Lleó IV el Khàzar (775-780)
- Constantí VI
- Irene d'Atenes.[1]